# Combretum harrisii
Combretum harrisii là một loài thực vật có hoa trong họ Trâm bầu. Loài này được Wickens mô tả khoa học đầu tiên năm 1976.